# Salsa diabla
La salsa diabla (a veces también denominada como salsa diabólica) se trata de una salsa picante elaborada en la cocina española. Se elabora a partir de una salsa española a la que se le añade una mezcla de pimienta negra, una escalonias (unas cebollas especiales denominados chalotas) finamente picadas y unas cuantas cucharas de vinagre. Se trata de una salsa que se calienta y se reduce. Al final se suele añadir un poco de cayena molida. Participa en diversas preparaciones a las que, por regla general, se le añade el apelativo "a la diabla", ejemplos suelen ser: los huevos a la diabla, las brochetas a la diabla, pollo a la diabla, vaca a la diabla, etc. 

## Otros usos del término
En Venezuela el nombre salsa diabla hace referencia a la mezcla de salsa rosada con jamón endiablado pudiendo tener o no un toque picante.